# بانيليف-بيدهيرنيي (تشيرنيفيتسكا)
بانيليف-بيدهيرنيي (Банилів-Підгірний) هي مدينة في مقاطعة تشيرنيفيتسكا في أوكرانيا.
يبلغ عدد سكانها حوالي 4213 نسمة.